# Jurōjin
Jurōjin (jap. 寿老人) – w mitologii japońskiej bóg długowieczności, jeden z siedmiu bogów szczęścia. Utożsamiany często z Fukurokuju, podobnie jak on ma korzenie taoistyczne (obaj byli mędrcami-pustelnikami).
Przedstawiany jako starszy mężczyzna w stroju uczonego, któremu towarzyszy jeleń lub żuraw. Podpiera się kijem, do którego przymocowany jest zwój, zawierający całą mądrość świata. W ofierze składa mu się sake, której jest podobno wielkim miłośnikiem.